# Teulisna bertha
Teulisna bertha är en fjärilsart som beskrevs av Butler 1877. Teulisna bertha ingår i släktet Teulisna och familjen björnspinnare. Inga underarter finns listade i Catalogue of Life.